# Mines antimoine de Mathé à Monkay
Les Mines d'antimoine de Ha Long ont été creusées au XIXe siècle pour exploiter les gîtes d'antimoine qui se rencontrent dans la masse géologique qui s'étend depuis le mont de la Dent, au nord de Port-Courbet, jusqu'à la Baie d'Along, dont les innombrables îlots font une des merveilles du monde.
Leurs sites d'extraction sont en particulier situés sur la baie de Port-Courbet, en face du port charbonnier de Hongay, créé au XIXe siècle pour la Société française des charbonnages du Tonkin.
Les Mines antimoine de Mathé à Monkay

## Histoire
L'entrepreneur français Charles Vézin est arrivé au Tonkin en 1886, un an après l'expédition de marquage de la frontière Tonkin-Chine en 1885, dans le sillage de l'expédition du Tonkin de juin 1884. Il fut l'un des principaux entrepreneurs de travaux publics et du secteur minier d'antimoine dans les colonies. En 1894, les échantillons de sulfure d'antimoine provenant des Mines antimoine de Mathé à Monkay, appartenant à Vézin et Devaux, sont commercialisés sur le marché mondial. Une mine d'antimoine est alors ouverte près de Monkay. Mais les progrès de l'exploitation sont rapidement compromis par des pirates, qui ont enlevé  l'ingénieur principal, dans la mine, et le directeur à  Phu Lang Thuong, poste français le plus avancé sur la route mandarine, non loin duquel a eu lieu l'Embuscade de Bac Le, au cours de l'expédition du Tonkin de juin 1884.
Au Tonkin, Charles Vézin élargit à un mètre la ligne de chemin de fer de Lang Son à Phu Lang Thuong. Pour abaisser les coûts, l'association avec l'équipentier Schneider lui permet d'emporter la concession en novembre 1896.